# Sprintvärldsmästerskapen i kanotsport 2013
Sprintvärldsmästerskapen i kanotsport 2013 anordnades den 29 augusti-1 september i Duisburg, Tyskland. Tävlingarna skulle ursprungligen ha hållits i Szeged.

## Medaljsummering

### Medaljtabell

#### Kanot och kajak
| Pl.    | Nation         | Guld | Silver | Brons | Totalt |
| ------ | -------------- | ---- | ------ | ----- | ------ |
| 1      | Tyskland       | 8    | 6      | 2     | 16     |
| 2      | Ungern         | 7    | 5      | 5     | 17     |
| 3      | Ryssland       | 4    | 4      | 1     | 9      |
| 4      | Kanada         | 2    | 1      | 2     | 5      |
| 5      | Nya Zeeland    | 2    | 0      | 1     | 3      |
| 6      | Polen          | 1    | 3      | 2     | 6      |
| 7      | Australien     | 1    | 1      | 1     | 3      |
| 8      | Brasilien      | 1    | 0      | 1     | 2      |
| 9      | Azerbajdzjan   | 1    | 0      | 0     | 1      |
| 9      | Portugal       | 1    | 0      | 0     | 1      |
| 9      | Sverige        | 1    | 0      | 0     | 1      |
| 13     | Belarus        | 0    | 3      | 2     | 5      |
| 14     | Tjeckien       | 0    | 1      | 2     | 3      |
| 15     | Storbritannien | 0    | 1      | 1     | 2      |
| 16     | Argentina      | 0    | 1      | 0     | 1      |
| 16     | Bulgarien      | 0    | 1      | 0     | 1      |
| 16     | Danmark        | 0    | 1      | 0     | 1      |
| 16     | Uzbekistan     | 0    | 1      | 0     | 1      |
| 20     | Frankrike      | 0    | 0      | 2     | 2      |
| 20     | Spanien        | 0    | 0      | 2     | 2      |
| 22     | Chile          | 0    | 0      | 1     | 1      |
| 22     | Finland        | 0    | 0      | 1     | 1      |
| 22     | Rumänien       | 0    | 0      | 1     | 1      |
| 22     | Serbien        | 0    | 0      | 1     | 1      |
| 22     | Slovenien      | 0    | 0      | 1     | 1      |
| Totalt | Totalt         | 29   | 29     | 29    | 87     |

#### Parakanot
| Pl.    | Nation             | Guld | Silver | Brons | Totalt |
| ------ | ------------------ | ---- | ------ | ----- | ------ |
| 1      | Storbritannien     | 5    | 3      | 1     | 9      |
| 2      | Brasilien          | 2    | 0      | 1     | 3      |
| 3      | Ukraina            | 1    | 1      | 2     | 4      |
| 4      | Kanada             | 1    | 1      | 0     | 2      |
| 5      | Tyskland           | 1    | 0      | 1     | 1      |
| 6      | Österrike          | 1    | 0      | 0     | 1      |
| 6      | Spanien            | 1    | 0      | 0     | 1      |
| 8      | USA                | 0    | 2      | 2     | 4      |
| 9      | Polen              | 0    | 1      | 2     | 3      |
| 10     | Ryssland           | 0    | 1      | 1     | 2      |
| 11     | Australien         | 0    | 1      | 0     | 1      |
| 11     | Rumänien           | 0    | 1      | 0     | 1      |
| 11     | Franska Polynesien | 0    | 1      | 0     | 1      |
| 14     | Frankrike          | 0    | 0      | 1     | 1      |
| 14     | Italien            | 0    | 0      | 1     | 1      |
| Totalt | Totalt             | 12   | 12     | 12    | 36     |

### Herrar

#### Kanadensare
| Gren                | Guld                                                            | Tid       | Silver                                                                              | Tid       | Brons                                                                           | Tid       |
| C–1 200 m m         | Valentin Demjanenko (AZE)                                       | 38,462    | Ivan Shtyl (RUS)                                                                    | 38,717    | Alfonso Benavides (ESP)                                                         | 39,060    |
| C–1 500 m m         | Isaquias Queiroz (BRA)                                          | 1:50,940  | Vadim Menkov (UZB)                                                                  | 1:51,939  | Erik Leue (GER)                                                                 | 1:53,032  |
| C–1 1000 m          | Attila Vajda (HUN)                                              | 4:09,123  | Sebastian Brendel (GER)                                                             | 4:10,365  | Isaquias Queiroz (BRA)                                                          | 4:14,154  |
| C–1 5000 m          | Sebastian Brendel (GER)                                         | 22:17,864 | Attila Vajda (HUN)                                                                  | 22:24,149 | Mark Oldershaw (CAN)                                                            | 22:44,535 |
| C–2 200 m m         | Tyskland Robert Nuck Stefan Holtz                               | 36,331    | Ryssland Alexander Kovalenko Nikolay Lipkin                                         | 36,551    | Belarus Dzmitry Rabtjanka Aleksandr Vautjetskij                                 | 36,654    |
| C–2 500 m m         | Ryssland Viktor Melantjev Ivan Sjtyl                            | 1:44,285  | Ungern Henrik Vasbányai Róbert Mike                                                 | 1:44,575  | Tjeckien Jaroslav Radoň Filip Dvořák                                            | 1:45,082  |
| C–2 1000 m          | Ungern Henrik Vasbányai Róbert Mike                             | 3:52,602  | Ryssland Viktor Melantjev Ilja Pervuchin                                            | 3:53,934  | Tjeckien Jaroslav Radoň Filip Dvořák                                            | 3:54,788  |
| C–4 1000 m          | Tyskland Kurt Kuschela Erik Leue Erik Rebstock Peter Kretschmer | 3:28,502  | Belarus Dzmitry Rabtjanka Dzmitry Vaitsisjkin Dzianis Harazja Aleksandr Vautjetskij | 3:29,297  | Ungern Dávid Korisánszky Péter Korisánszky András Vass Dávid Varga              | 3:30,568  |
| C–1 200 m stafett m | Ryssland Andrej Kraitor Viktor Melantev Andrej Ganin Ivan Sjtyl | 2:48,255  | Tyskland Robert Nuck Stefan Holtz Stefan Kiraj Sebastian Brendel                    | 2:50,205  | Kanada Jason McCoombs Mark Oldershaw Gabriel Beauchesne-Sévigny Benjamin Russel | 2:51,579  |

#### Kajak
| Gren              | Guld                                                                     | Tid       | Silver                                                                        | Tid       | Brons                                                        | Tid       |
| K–1 200 m         | Petter Öström (SWE)                                                      | 34,644    | Mark de Jonge (CAN)                                                           | 34,674    | Saúl Craviotto (ESP)                                         | 34,896    |
| K–1 500 m         | Tom Liebscher (GER)                                                      | 1:40,514  | René Holten Poulsen (DEN)                                                     | 1:41,628  | Arnaud Hybois (FRA)                                          | 1:41,802  |
| K–1 1000 m        | Max Hoff (GER)                                                           | 3:44,210  | Ken Wallace (AUS)                                                             | 3:44,652  | Bence Dombvári (HUN)                                         | 3:44,680  |
| K–1 5000 m        | Ken Wallace (AUS)                                                        | 19:44,059 | Daniel Dal Bo (ARG)                                                           | 19:46,138 | Edward Rutherford (GBR)                                      | 19:47,275 |
| K–2 200 m         | Ryssland Jurij Postrigaj Aleksandr Djatjenko                             | 31,182    | Storbritannien Liam Heath Jonathan Schofield                                  | 31,755    | Tyskland Ronald Rauhe Jonas Ems                              | 31,901    |
| K–2 500 m         | Portugal Emanuel Silva João Ribeiro                                      | 1:32,622  | Belarus Raman Petrusjenka Vadzim Machneŭ                                      | 1:32,711  | Frankrike Sébastien Jouve Maxime Beaumont                    | 1:33,023  |
| K–2 1000 m        | Tyskland Max Rendschmidt Marcus Gross                                    | 3:22,331  | Belarus Pavel Mjadzvedzeŭ Aleh Jurenja                                        | 3:23,002  | Ungern Rudolf Dombi Roland Kökénj                            | 3:23,021  |
| K–4 1000 m        | Ryssland Vitalij Jurtjenko Vasilij Pogreban Anton Vasiljev Oleg Zjestkov | 2:58,692  | Tjeckien Daniel Havel Lukáš Trefil Josef Dostál Jan Štěrba                    | 2:59,375  | Australien Tate Smith David Smith Murray Stewart Jacob Clear | 2:59,942  |
| K–1 200 m stafett | Polen Piotr Siemionowski Denis Amroziak Sebastian Szypula Dawid Putto    | 2:27,605  | Ryssland Jurij Postrigaj Maksim Molotjkov Oleg Charitonov Aleksandr Djatjenko | 2:27,967  | Ungern Miklós Dudás Sándor Tótka Péter Molnár Dávid Hérics   | 2:28,092  |

### Damer

#### Kanadensare
| Gren        | Guld                                                 | Tid      | Silver                               | Tid      | Brons                              | Tid      |
| C–1 200 m   | Laurence Vincent-Lapointe (CAN)                      | 51,330   | Stanilija Stamenova (BUL)            | 52,028   | Zsanett Lakatos (HUN)              | 52,527   |
| C–2 500 m m | Kanada Laurence Vincent-Lapointe Sara-Jane Caumartin | 2:03,004 | Ungern Zsanett Lakatos Kincső Takács | 2:04,842 | Chile Nancy Millan Maria Mailliard | 2:07,876 |

#### Kajak
| Gren              | Guld                                                                      | Tid       | Silver                                                                          | Tid       | Brons                                                                         | Tid       |
| K–1 200 m m       | Lisa Carrington (NZL)                                                     | 39,522    | Marta Walczykiewicz (POL)                                                       | 39,712    | Špela Ponomarenko Janić (SLO)                                                 | 39,951    |
| K–1 500 m         | Danuta Kozák (HUN)                                                        | 1:57,395  | Katrin Wagner-Augustin (GER)                                                    | 1:58,300  | Lisa Carrington (NZL)                                                         | 1:58,619  |
| K–1 1000 m        | Erika Medveczky (HUN)                                                     | 4:11,345  | Verena Hantl (GER)                                                              | 4:14,126  | Edyta Dzieniszewska (POL)                                                     | 4:14,677  |
| K–1 5000 m        | Teneale Hatton (NZL)                                                      | 22:08,367 | Renáta Csay (HUN)                                                               | 22:31,301 | Anne Rikala (FIN)                                                             | 22:32,654 |
| K–2 200 m         | Tyskland Franziska Weber Tina Dietze                                      | 37,525    | Polen Karolina Naja Beata Mikołajczyk                                           | 38,181    | Serbien Nikolina Moldovan Olivera Moldovan                                    | 38,223    |
| K–2 500 m         | Tyskland Franziska Weber Tina Dietze                                      | 1:47,070  | Ungern Katalin Kovács Natasa Dusev-Janics                                       | 1:48,006  | Polen Karolina Naja Beata Mikołajczyk                                         | 1:48,537  |
| K–2 1000 m        | Ungern Gabriella Szabó Krisztina Fazekas Zur                              | 3:53,740  | Tyskland Carolin Leonhardt Conny Waßmuth                                        | 3:56,344  | Rumänien Irina Lauric Bianca Plesca                                           | 3:58,996  |
| K–4 500 m         | Ungern Gabriella Szabó Danuta Kozák Krisztina Fazekas Zur Ninetta Vad     | 1:32,272  | Tyskland Franziska Weber Tina Dietze Katrin Wagner-Augustin Verena Hantl        | 1:33,510  | Belarus Marharyta Tsisjkevitj Nadzeja Papok Volha Chudzenka Maryna Litvintjuk | 1:33,642  |
| K–1 200 m stafett | Ungern Natasa Dusev-Janics Ninetta Vad Krisztina Fazekas Zur Danuta Kozák | 2:49,415  | Polen Karolina Naja Edyta Dzieniszewska Ewelina Wojnarowska Marta Walczykiewicz | 2:49,609  | Ryssland Natalia Podolskaja Elena Poljakova Natalia Lobova Natalia Proskurina | 2:51,679  |

### Parakanot
| Gren                    | Guld                              | Tid      | Silver                     | Tid      | Brons                          | Tid      |
| Herrarnas K–1 200 m A   | Fernando Fernandes de Pádua (BRA) | 51,330   | Ian Marsden (GBR)          | 51,920   | Christian Mathes (GER)         | 53,021   |
| Herrarnas K–1 200 m TA  | Mendy Swoboda (AUT)               | 40,790   | Victor Potanin (RUS)       | 43,205   | Pier Alberto Buccoliero (ITA)  | 45,892   |
| Herrarnas K–1 200 m LTA | Tom Kierey (GER)                  | 38,891   | Iulian Serban (ROU)        | 39,505   | Jurij Kichajev (UKR)           | 39,840   |
| Herrarnas V–1 200 m A   | Oleksandr Hretjko (UKR)           | 1:01,610 | Jakub Tokarz (POL)         | 1:03,813 | Daniel Hopwood (GBR)           | 1:11,275 |
| Herrarnas V–1 200 m TA  | Javier Reja (ESP)                 | 56,111   | Nicholas Heald (GBR)       | 56,719   | Tomasz Mozdzierski (POL)       | 56,754   |
| Herrarnas V–1 200 m LTA | Caio Ribeiro de Carvalho (BRA)    | 50,613   | Patrick Viriamu (TAH)      | 51,713   | Miroslaw Rosinski (POL)        | 52,561   |
| Damernas K–1 200 m A    | Jeanette Chippington (GBR)        | 59,808   | Svitlana Kupriianova (UKR) | 1:03,305 | Alexandra Dupik (RUS)          | 1:06,423 |
| Damernas K–1 200 m TA   | Emma Wiggs (GBR)                  | 56,892   | Megan Blunk (USA)          | 57,507   | Nataliia Lagutenko (UKR)       | 1:04,271 |
| Damernas K–1 200 m LTA  | Christine Gauthier (CAN)          | 54,317   | Anne Dickens (GBR)         | 54,889   | Cindy Moreau (FRA)             | 54,977   |
| Damernas V–1 200 m A    | Jeanette Chippington (GBR)        | 1:05,628 | Kara Kennedy (AUS)         | 1:17,466 | Anne Yoshida (USA)             | 1:31,382 |
| Damernas V–1 200 m TA   | Jeanette Chippington (GBR)        | 1:03,243 | Megan Blunk (USA)          | 1:10,838 | Tamara Oliveira da Silva (BRA) | 1:11,469 |
| Damernas V–1 200 m LTA  | Andrea Green (GBR)                | 59,967   | Christine Gauthier (CAN)   | 1:01,878 | Anya Pierce (USA)              | 1:03,898 |